# 我權天授

「我權天授」出現在英國皇家徽章中盾牌下的捲軸。

「我權天授」（法語：Dieu et mon droit，法語發音：[djø e mɔ̃ dʁwa]），又譯「汝權天授」、「君權神授」，是英國君主的格言，也出現在英國皇家徽章中盾牌下的捲軸。格言表示天授君權，即君主獲得天命，上天授予君主統治人民的權力。

## 語言
格言以法語寫成，字義是「神和我的權力」（格言的較長版本是「我必守衛神和我的權力」）。一字曾拼作，但其中的字母c後來因現代法語正寫法而去掉。另一個反映「天授君權」的翻譯是「我的神聖權力」，這正是二重名法的一例。
英格蘭王國格言多使用法語，而非英語，而因為征服者威廉和金雀花王朝征服英格蘭後，盎格魯-諾曼語是英格蘭王室和統治階層使用的主要語言。皇家徽章的全部元素中也有另一句古法語句子。盾牌後的環帶寫上嘉德騎士團的格言（心懷邪念者蒙羞）。現代法語將改拼作，但格言沒有跟隨。

## 其他翻譯
有多個英文譯法，包括「（神和我的權力）」、「（神和我的右手）」 、「（神和我的法律權力）」、「（我必守衛神和我的權力）」。
的字面翻譯是「神和我的權力」，但1799年出版的《Kearsley's Complete Peerage》將它翻譯成「神和我的右手」──這句子的標準法語是，而非。Kearsley面世時正值德語《布洛克豪斯百科全書》第一版（1796年至1808年），而這部百科全書強調德國國王登基和加冕時必須舉起「右手」。
中文則通常譯作「我權天授」，或「天有上帝，我有權力」。

## 用作皇家格言
自愛德華三世採用「我權天授」為格言起，英格蘭和英國君主通常都採用。此格言起初是理查一世1198年在吉梭戰役時的吶喊，他在這戰中擊敗法王腓力二世。中古歐洲相信，軍隊較優的一方並非必然戰勝，而是神把勝利賜與祂喜悅的那一方（透過「決鬥裁判」）。因此，理查在戰勝後寫道「不是我們所做，而是神和我們的權力所做。」戰勝十字軍後，「理查對神聖羅馬皇帝說出他心目中的真理：『我自生來，除神以外不認更高者』。」
除此之外，皇家徽章還可以展示該君主個人格言，如伊利沙伯一世和安妮的紋章寫上拉丁語「始終如一」（Semper Eadem），而詹姆士一世的紋章寫上拉丁語「使人和睦的人有福了」（Beati Pacifici）。